# Grimmen
Grimmen ist eine Kleinstadt im Landkreis Vorpommern-Rügen im Bundesland Mecklenburg-Vorpommern. Sie ist eines der 18 Mittelzentren des Landes und liegt zentral zwischen Stralsund und Greifswald, die ein gemeinsames Oberzentrum bilden.

## Geografie

### Geografische Lage
Grimmen befindet sich im südlichen Teil des Landkreises Vorpommern-Rügen. Es liegt knapp 30 km südlich der Hansestadt Stralsund und 30 km westlich der Hansestadt Greifswald. Direkt am südwestlichen Rand der Altstadt mündet die Jarpenbeek in die Poggendorfer Trebel, welche die Altstadt westlich begrenzt. Rund 800 Meter nordwestlich der Altstadt vereinigt sie sich mit der Kronhorster Trebel und bildet im Stadtgebiet den Beginn des Flusses Trebel.

### Stadtgliederung
Die Stadt hat folgende Ortsteile:
| - Appelshof - Gerlachsruh - Grellenberg | - Grimmen - Groß Lehmhagen - Heidebrink | - Hohenwarth - Hohenwieden - Jessin | - Klein Lehmhagen - Stoltenhagen - Vietlipp |

### Nachbargemeinden
Nachbargemeinden der Stadt sind (im Uhrzeigersinn, von Norden beginnend):
Wittenhagen, Sundhagen, Süderholz, Wendisch Baggendorf, Splietsdorf, Papenhagen

## Geschichte

### Name
„Die ältesten Formen des Namens sind Grimmis, Grimme, Grymmis, Grimm.“ In dem polabischen Flurnamen steckt das Substantiv grim, was als Fläche umgeben von nassen Wiesen übersetzt werden könnte (vgl. Grimma in Sachsen). Die heutige Schreibweise hat sich erst vor 200 Jahren endgültig durchgesetzt. Deshalb ist die Bezeichnung „Grimmer“ für die Einwohner der Stadt eine Reminiszenz an die frühere Schreibung des Ortsnamens.

### Liutizen (9.–13. Jahrhundert)
Vom 9. bis zum 10. Jahrhundert wanderten in die Region um Grimmen die slawischen Lutizen ein, nachdem die dort siedelnde germanische Bevölkerung abgewandert war. Die ersten urkundlichen Hinweise auf slawische (wendische) Siedlungen im Bereich der Stadt Grimmen lassen sich auf das Jahr 1220 datieren.

### Gründung durch deutschsprachige Zuwanderer um 1220, zweite Siedlerwelle um 1250, Lübisches Stadtrecht (vor 1287)
Vermutlich nach 1250 gründeten zugewanderte Handelsleute und Handwerker aus Niedersachsen, Westfalen und vom Niederrhein den Ort Grimmen und legten planmäßig ein rasterförmiges Straßennetz an. Die erste urkundliche Erwähnung Grimmens gab es 1267. Als Gründungsdatum der Stadt gilt jedoch heute die Ansiedlung des Vogts Berthold. Dieser kam als Vertreter der Landesfürsten 1287 ins Gebiet der heutigen Stadt Grimmen. Dies beweist, dass Grimmen zu dieser Zeit bereits das Lübische Stadtrecht innehatte. Die tatsächliche Verleihungsurkunde ist heute jedoch nicht mehr vorhanden. Dementsprechend wurde 1987 das 700-jährige Bestehen der Stadt Grimmen gefeiert. 1305 wurde Grimme als stad genannt und 1306 existieren der Rat der Stadt und das Schloss.

### Bistum Schwerin, Herzogtum Rügen (bis 1325)
1278 gehörte Grimmen noch zum Bistum Schwerin, und ein Ritter Arnold gebot über den Ort. Kurz darauf überließ der Bischof Grimmen dem Rügenfürsten Wizlaw II. Sein Stadtvogt Berthold führte zusammen mit dem städtischen Rat die Stadt. Der Bau der Stadtbefestigung erfolgte ab etwa 1264, diese Befestigung wurde allerdings hauptsächlich von 1320 bis 1340 durchgeführt.
Die Straßen lagen – wie man archäologisch 2000 feststellte – etwa 1,20 bis 2,00 m unter dem heutigen Straßenniveau. Nachgewiesen wurden Straßen aus Holzbohlen (13. Jahrhundert) und Feldsteinpflaster (14. Jahrhundert). Auch quer zur Fahrtrichtung liegende Wasserleitungen aus dieser Zeit konnten nachgewiesen werden.

### Herzogtum Pommern (ab 1325)
1325 – nach dem Tode des letzten Rügenfürsten – kam Grimmen bis 1648 zum Herzogtum Pommern.
Die noch vorhandenen drei Tortürme wurden im 15. Jahrhundert errichtet.
Die Stadtkirche St. Marien ist eine frühgotische Hallenkirche aus der zweiten Hälfte des 13. Jahrhunderts (1275). Auch das Rathaus wurde schon ab 1400 erbaut, und 1402 wird ein erster Jahrmarkt erwähnt. Das Kalandhaus stammt aus dem 15. Jahrhundert.

### Reformation in Grimmen (1535)

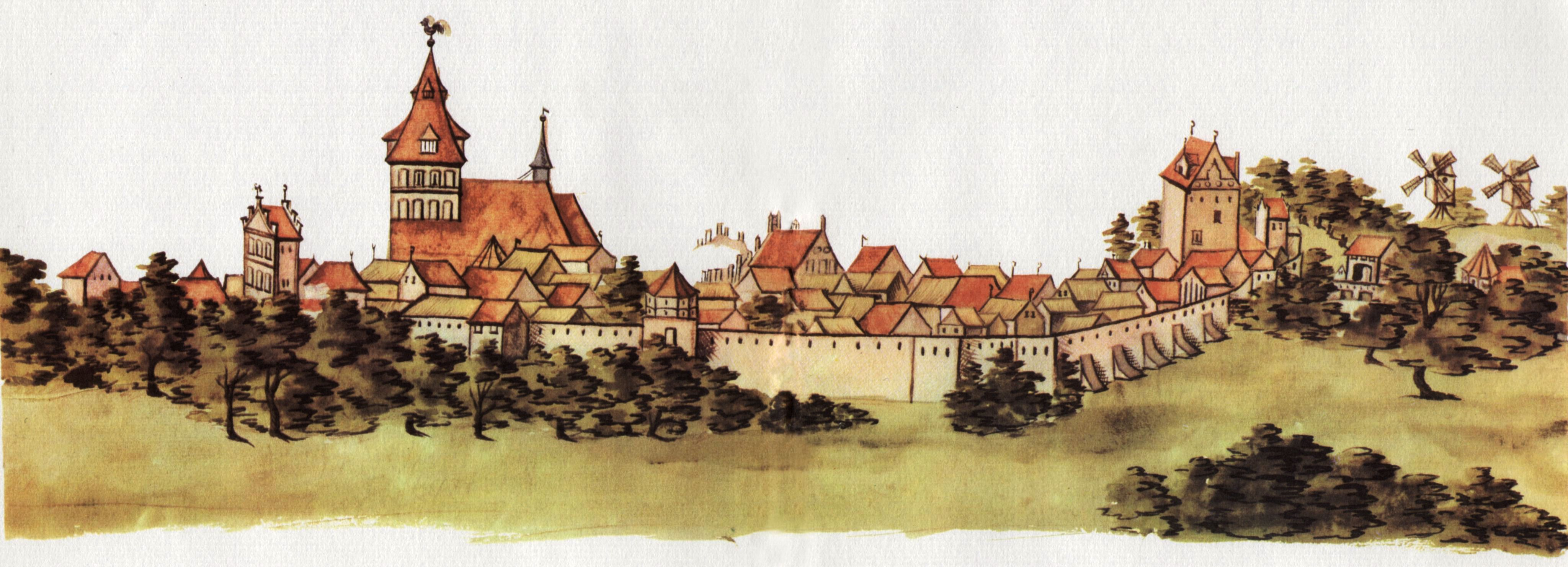
Grimmen 1611/1615, Stralsunder Bilderhandschrift; sie gilt als älteste Stadtansicht

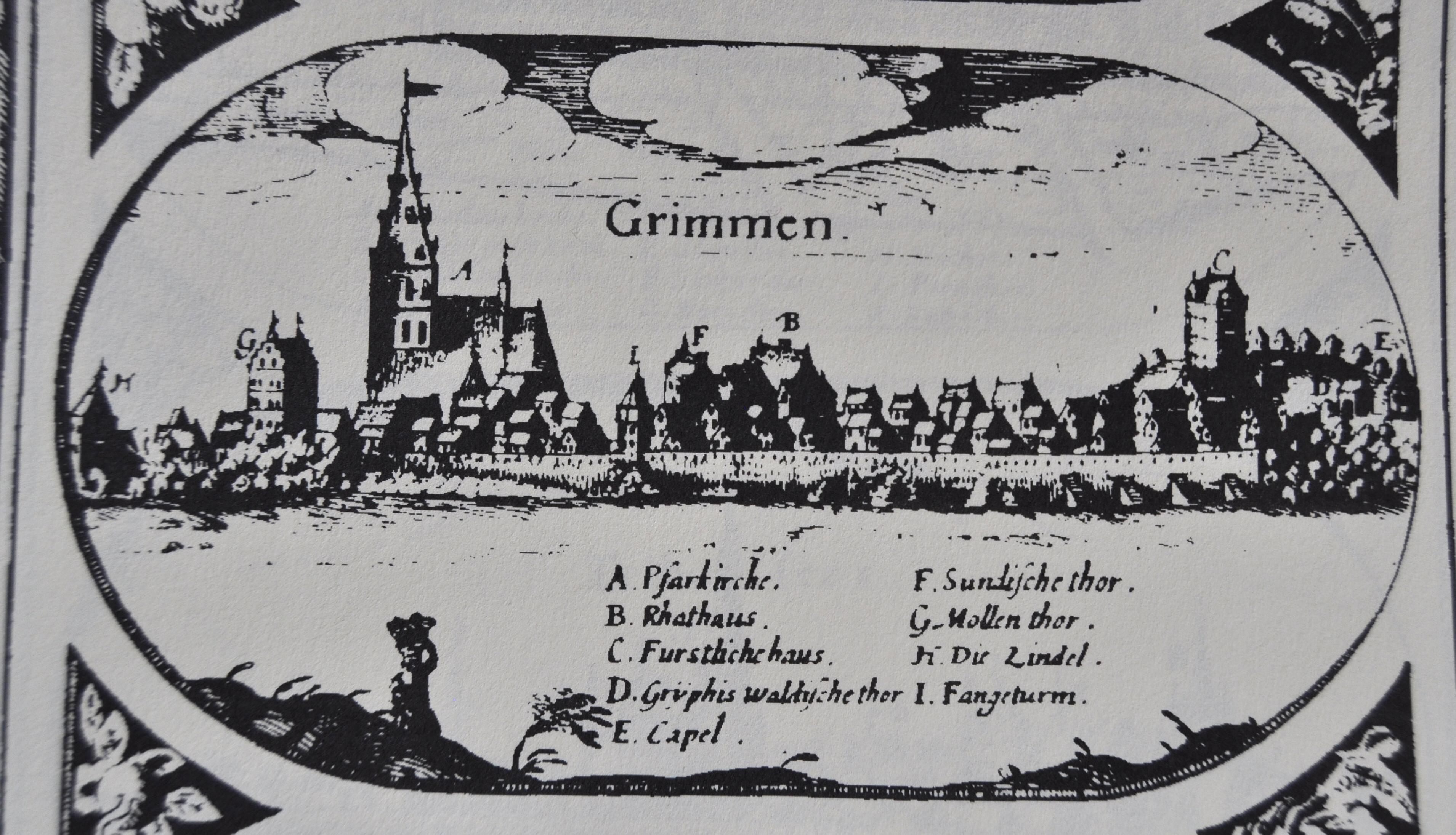
Grimmen, Lubinsche Karte 1618

1535 erreichte die Reformation Grimmen und setzte sich in Pommern durch (1534, Landtag von Treptow an der Rega). 1546 stiftete Herzog Philipp I. von Pommern-Wolgast der Stadt drei „Buden“ in der Schulstraße für die Versorgung der Armen sowie die Ziegelei, die Schlossmühle und eine Wassermühle.

### Dreißigjähriger Krieg, Plünderungen, Stadtbrände
Während des Dreißigjährigen Krieges wurde die Stadt mehrfach geplündert, darunter von den Truppen Wallensteins (1627). 1630 und 1632 kamen auch noch große Stadtbrände hinzu. 1631 eroberten die Schweden die Stadt. Es schlossen sich 1637 schwedische Plünderungen an.

### Schwedenzeit (1648–1807)
Grimmen gehörte in der Folgezeit und formell ab 1648 (Westfälischer Friede) zum Königreich Schweden. Bei der Belagerung von Greifswald und Stralsund hatte Friedrich Wilhelm (der Große Kurfürst) sein Hauptquartier in Grimmen, ab dem 22. Oktober 1659 in Barth.
Von 1695 bis 1697 fanden unter dem damaligen Bürgermeister Johannes Flittner Hexenverfolgungen statt. Mindestens sieben vermeintliche Hexen wurden hingerichtet. Die Stadt Grimmen hat im Dezember 2006 ein Relief zum letzten Hexenprozess gegen Anna Kröger 1697 am Verwaltungsgebäude der Stadtverwaltung, Lange Straße 48, angebracht.

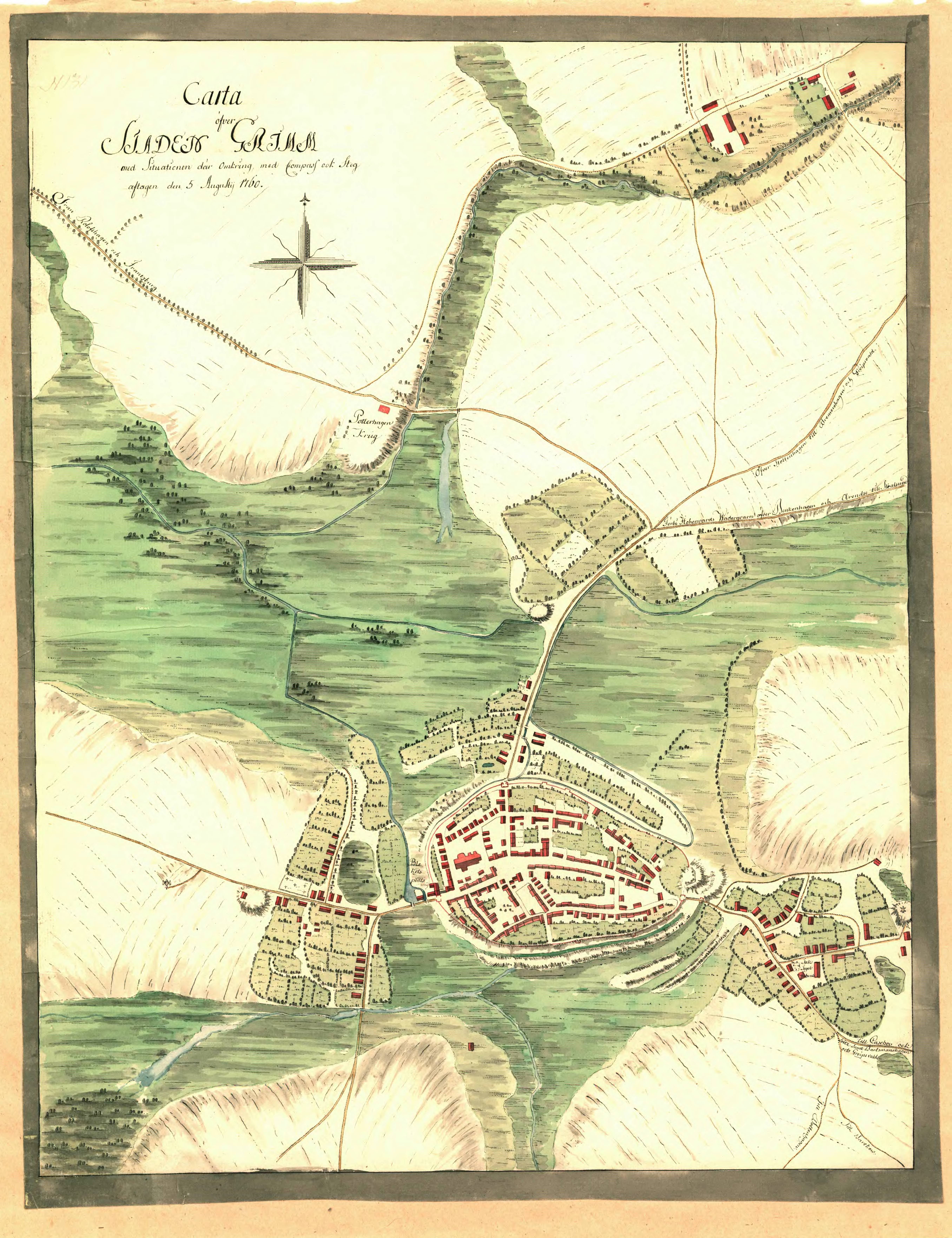
Stadtplan von Grimmen (1760), Reichsarchiv (Schweden)

1757 verwüstete wieder ein Stadtbrand den halben Ort. Wie schon im Livländischen Krieg war Grimmen im Siebenjährigen Krieg von 1757 bis 1759 von den Preußen besetzt. 1797 wurde nahezu die gesamte Stadt Opfer eines Großfeuers, das in einer Schmiede der Stadt ausgebrochen war. 1800 besuchte der schwedische König Gustav Adolf IV. Grimmen und residierte während dieser Zeit im sogenannten Königshaus.

### Franzosenzeit (1807–1814), Grimmen preußisch (ab 1815)
1807 besetzten die Franzosen im Vierten Koalitionskrieg gegen Preußen, Russland und Sachsen die Stadt und zerstörten größere Stadtbereiche.
In der Schlussakte des Wiener Kongresses von 1815 wurde festgelegt, dass Schwedisch Pommern und somit Grimmen zu Preußen gehört. Ein Jahr später wurde Grimmen durch eine Verwaltungsreform zur Kreisstadt.
1825 wurde die Stadtmauer abgetragen. 1829 erhielt die Stadt das Landratsamt, 1838 nahm das Amtsgericht Grimmen in einem Neubau seine Arbeit auf. 1853 wurde die Stadt von der Cholera heimgesucht.
Mit dem Anwachsen der Bevölkerung und der einsetzenden Industrialisierung veränderten sich auch in Grimmen die Lebensverhältnisse drastisch. 1878 erhielt Grimmen einen Eisenbahnanschluss. 1898 wurde das Postgebäude eingeweiht.
Außerdem wuchs Grimmen über den durch die abgerissenen Befestigungsanlagen gekennzeichneten Stadtkern hinaus und es entstanden vor dem Greifswalder Tor die Greifswalder Vorstadt sowie am Ende des 19. Jahrhunderts vor dem Mühlentor in Richtung des Bahnhofs neue Siedlungen. Südlich der Altstadt wurde der Stadtpark angelegt.

### 20. Jahrhundert
Am Rande der Karlstraße befand sich in der Zeit von 1843 bis zur Zeit des Nationalsozialismus (1933–1945) ein kleiner jüdischer Friedhof, auf dem noch 1938 15 bis 20 Gräber mit Grabsteinen vorhanden waren. 1922 fand dort die letzte Bestattung statt. 1940 ließen die Nazis die Grabsteine abnehmen und verpachteten das Land als Gartenland für Beamte. 1972 wurde die Hälfte des Geländes planiert und bebaut. Im Jahre 2009 setzte man einen Gedenkstein auf die verbliebene, mit Tannen bestandene Fläche. Der Stadtrat lehnte die Verlegung von Stolpersteinen zum Gedenken an die ermordeten Juden 2018 mit den Stimmen der CDU und SPD ab.
Am Ende des Zweiten Weltkriegs wurde Grimmen im April 1945 kampflos an die vorrückende Rote Armee übergeben.
Seit den 1960er Jahren entstanden zahlreiche neue Fabriken und landwirtschaftliche Betriebe, die eine kurze wirtschaftliche Blüte einleiteten. Hierzu zählt unter anderem der VEB Erdöl-Erdgas Grimmen, der 1962 gegründet wurde, nachdem Arbeiter im Jahr zuvor in der Nähe der Stadt bei einer Bohrung im Zechstein in 2300 Meter Tiefe auf ein Erdölvorkommen gestoßen waren. Im Ergebnis wuchs die Stadtbevölkerung beständig und neue Stadtteile wurden angelegt, so z. B. zwischen 1968 und 1985 die Großwohnsiedlung Süd-West mit 2868 Wohnungen in Plattenbauweise.
Nach der politischen Wende wurden ab 1991 der historische Stadtkern und das Rathaus im Rahmen der Städtebauförderung grundlegend saniert; durch diese Sanierung erscheint das Stadtbild wesentlich geschlossener als zuvor.

### Geschichte der Ortsteile

#### Groß Lehmhagen
Das Rittergut gehörte den Familien Barnewitz und seit um 1892 deren Erben sowie seit 1905 dem Ziegeleibesitzer Karl Leitner. Das ältere, eingeschossige Gutshaus mit Sockelgeschoss wurde Ende des 19. Jahrhunderts erweitert und hat einen dreigeschossigen Zwerchgiebel. Seit nach 1945 wurde es als Heim für psychisch Kranke und ab 1952 als Alten- und Pflegeheim genutzt.

#### Klein Lehmhagen
Das Gut war eine preußische Staatsdomäne, deren Pächter Amtsrat Krooss und seit um 1910 Oberamtmann Alwin Müller war. Das eingeschossige Gutshaus wurde gegen Ende des 19. Jahrhunderts durch einen zweigeschossigen Anbau erweitert.

#### Hohenwarth
Hohenwarth wurde unter dem Namen „Hogenwarde“ vom Kloster Eldena 1527 von Lucius Normann aus Stralsund für 1500 Mark erworben.

### Verwaltungszugehörigkeit
- 1815–1945: Landkreis Grimmen, Provinz Pommern (Preußen)
- 1945–1952: Landkreis Grimmen, Land Mecklenburg (SBZ, DDR)
- 1952–1990: Kreis Grimmen, Bezirk Rostock (DDR)
- 1990–1994: Kreis Grimmen, Mecklenburg-Vorpommern
- 1994–2011: Landkreis Nordvorpommern, Mecklenburg-Vorpommern
- seit 2011: Landkreis Vorpommern-Rügen, Mecklenburg-Vorpommern

Bis zum Jahr 2011 war Grimmen Kreisstadt.

### Eingemeindungen
Am 1. Juli 1950 wurden die bis dahin eigenständigen Gemeinden Klevenow und Müggenwalde eingegliedert. Auch Jessin wurde am 1. Juli 1950 nach Grimmen eingemeindet, am 1. Januar 1956 aber ausgegliedert und am 1. Oktober 1961 wiederum eingegliedert. Seit dem 1. Januar 2004 gehört die Gemeinde Stoltenhagen zur Stadt Grimmen. Damit hat die Stadt Grimmen weitere fünf Ortsteile dazubekommen.

## Bevölkerung
| Jahr | Einwohner |
| ---- | --------- |
| 1600 | 1.000     |
| 1712 | 0850      |
| 1800 | 1.840     |
| 1900 | 3.616     |
| 1946 | 8.298     |

| Jahr | Einwohner |
| ---- | --------- |
| 1990 | 14.122    |
| 1995 | 12.791    |
| 2000 | 11.565    |
| 2005 | 11.195    |
| 2010 | 10.399    |
| 2015 | 10.019    |
| 2020 | 09.369    |

| Jahr | Einwohner |
| ---- | --------- |
| 2021 | 9.260     |
| 2022 | 9.586     |
| 2023 | 9.649     |

ab 1990: Stand: 31. Dezember des jeweiligen Jahres

## Politik

### Stadtvertretung
Die Stadtvertretung von Grimmen besteht entsprechend der Einwohnerzahl der Stadt aus 21 Mitgliedern. Die Kommunalwahl am 9. Juni 2024 führte bei einer Wahlbeteiligung von 56,0 % zu folgendem Ergebnis:
| Partei    | Stimmenanteil 2019 | Sitze 2019 |  | Stimmenanteil 2024 | Sitze 2024 |
| --------- | ------------------ | ---------- |  | ------------------ | ---------- |
| CDU       | 64,7 %             | 13         |  | 52,8 %             | 11         |
| AfD       | –                  | –          |  | 28,0 %             | 04         |
| Die Linke | 26,9 %             | 06         |  | 12,3 %             | 03         |
| SPD       | 08,4 %             | 02         |  | 05,3 %             | 01         |
| FDP       | –                  | –          |  | 01,6 %             | –          |
| Insgesamt | 100 %              | 21         |  | 100 %              | 19         |

Bei der Wahl 2024 entfielen auf die AfD sechs Sitze. Da sie nur vier Kandidaten aufgestellt hatte, bleiben in der Stadtvertretung zwei Sitze unbesetzt.

### Bürgermeister
Siehe auch: Liste der Bürgermeister von Grimmen
- 2001–2021: Benno Rüster (CDU)[13]
- seit 2021: Marco Jahns (CDU)[14]

Rüster wurde in der Bürgermeisterwahl am 26. April 2015 mit 83,0 Prozent der gültigen Stimmen in seinem Amt bestätigt. Am 26. Januar 2021 starb er nach langer Krankheit.
Bei der Bürgermeisterwahl am 6. Juni 2021 konnte sich der CDU-Fraktionsvorsitzende, Marco Jahns mit 50,8 % bei einer Wahlbeteiligung von 48,9 % gegen neun Mitbewerber durchsetzen. Seine Amtszeit beträgt sieben Jahre.

### Wappen
Das Wappen wurde 1865 vom Magistrat der Stadt festgelegt und unter der Nr. 202 der Wappenrolle von Mecklenburg-Vorpommern registriert. Das Wappen wurde 1998 vom Weimarer Grafiker Michael Zapfe neu gezeichnet.
| Wappen von Grimmen | Blasonierung: „In Silber ein schwebender, vierstufiger roter Mauergiebel, aus dem ein schwarzer Greif mit goldener Bewehrung aufwächst.“ |

Grimmener Flagge

| Wappen von Grimmen | |

### Flagge
Die Flagge der Stadt besteht aus silbernem (weißem) Tuch und ist in der Mitte mit den Figuren des Stadtwappens in flaggengerechter Tingierung belegt. Die Länge des Flaggentuchs verhält sich zur Höhe wie 5:3.

### Städtepartnerschaften
Die Stadt Grimmen pflegt Partnerschaften mit fünf europäischen Städten:
- Châteaulin in der Bretagne, Frankreich
- Czaplinek (Tempelburg) in der Woiwodschaft Westpommern, Polen
- Kamień Pomorski (Cammin), ebenfalls in der Woiwodschaft Westpommern
- Staffanstorp in Schonen, Schweden
- Osterholz-Scharmbeck in Niedersachsen

## Kultur und Sehenswürdigkeiten

### Stadtkern
Die historische Altstadt mit dem rasterförmigen Straßennetz in einem ovalen Stadtgrundriss ist als ganzes eine bemerkenswerte mittelalterliche Stadtanlage mit 72 Einzeldenkmalen (2001). Sie ist in vier Viertel aufgeteilt: Die horizontale Achse verläuft zwischen dem Mühlentor und dem Greifswalder Tor. Die vertikale Achse beginnt im Norden am Stralsunder Tor und verläuft fast senkrecht durch die Altstadt. Zwischen diesem Tor und dem Mühlentor befindet sich auf Grund der Sakralbauten das Kirchviertel; westlich davon das Kleinleichnamviertel. Es ist nach einer Kapelle „Zum heiligen Leichnam“ benannt, die heute nicht mehr existiert. Südlich davon befindet sich das Strohviertel, was auf eine Besiedelung mit Stadthöfen der Ackerbauern hinweist. Östlich dieses Viertels verläuft zwischen der Mühlenstraße und der Buddeliner Straße das Knochviertel. Dieser Name weist darauf hin, dass hier unter anderem die Schlachter (Knochenhauer) lebten und arbeiteten.

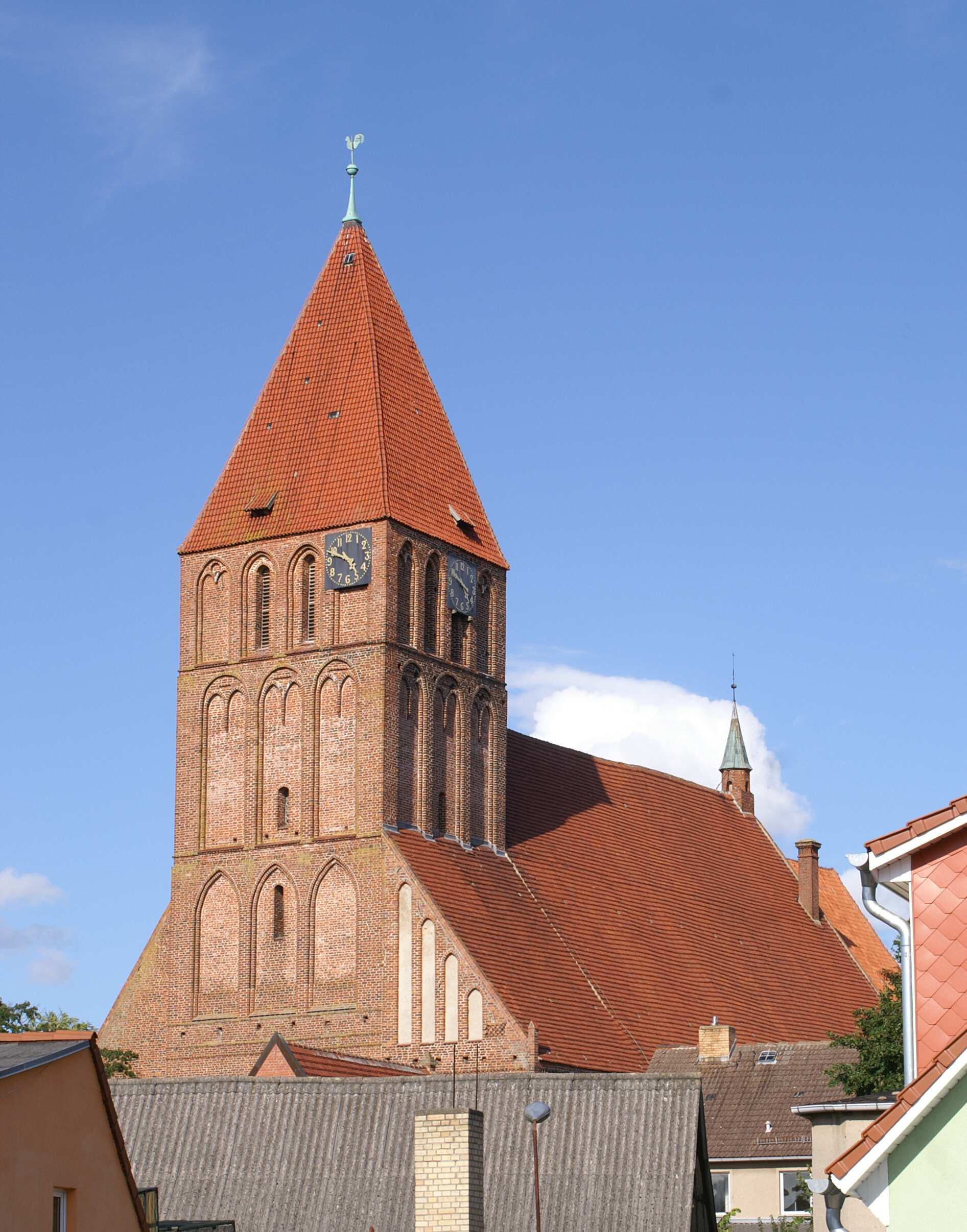
St. Marien

### Bauwerke

#### Mittelalterliche Bauten
Die Grimmener Altstadt bietet architektonisch ein sehr geschlossenes Bild und weist mehrere Bauwerke der Backsteingotik auf, aber auch interessante Gebäude aus späteren Jahrhunderten.
- Die Pfarrkirche St. Marien wurde als frühgotischer Backsteinbau mit Feldsteinsockel ab 1267 erbaut. Die ursprünglich dreischiffige Hallenkirche mit fünf Jochen wurde im 15. Jahrhundert ergänzt mit dem dreischiffigen Hallenchor. Die reich geschnitzte Kanzel stammt von 1707, das Zunftgestühl von 1586. Teilsanierungen erfolgten innen 1976/77, am Dach 1986, an der Orgel 1982 und 1992, an Halle und Turm ab 1993.
- Das Grimmer Rathaus, um 1400 im gotischen Stil erbaut mit drei spitzbogigen Arkaden, einem siebenteiligen verzierten Staffelgiebel sowie einem achteckigen Türmchen mit einer im 17. Jahrhundert ergänzten barocken Haube.
- Das Kalandhaus (auch Alte Schule genannt) westlich der Marienkirche ist ein spätgotischer Backsteinbau, der zunächst von der Kaland-Bruderschaft, später als Schulgebäude genutzt wurde.

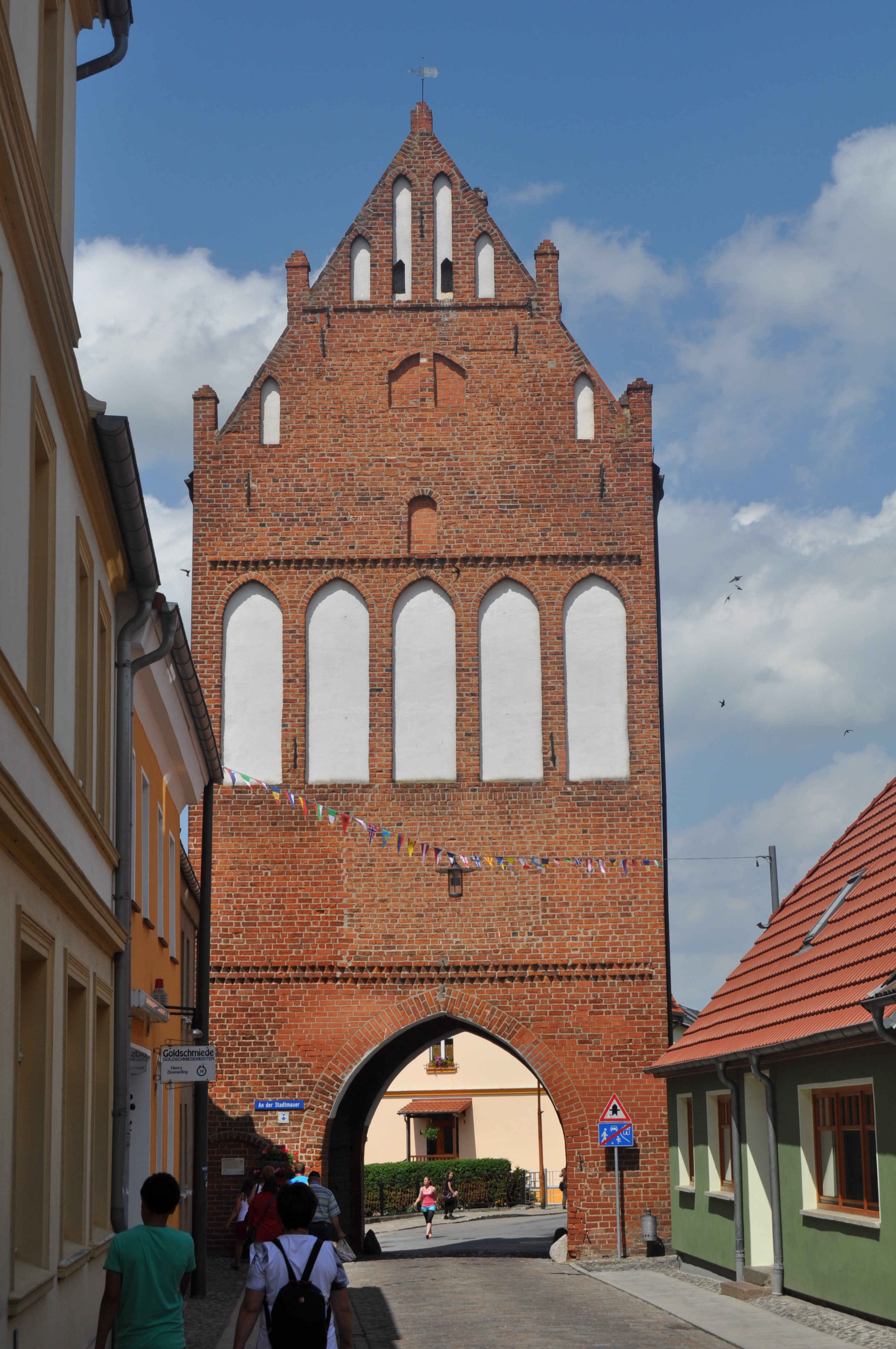
Stralsunder Tor
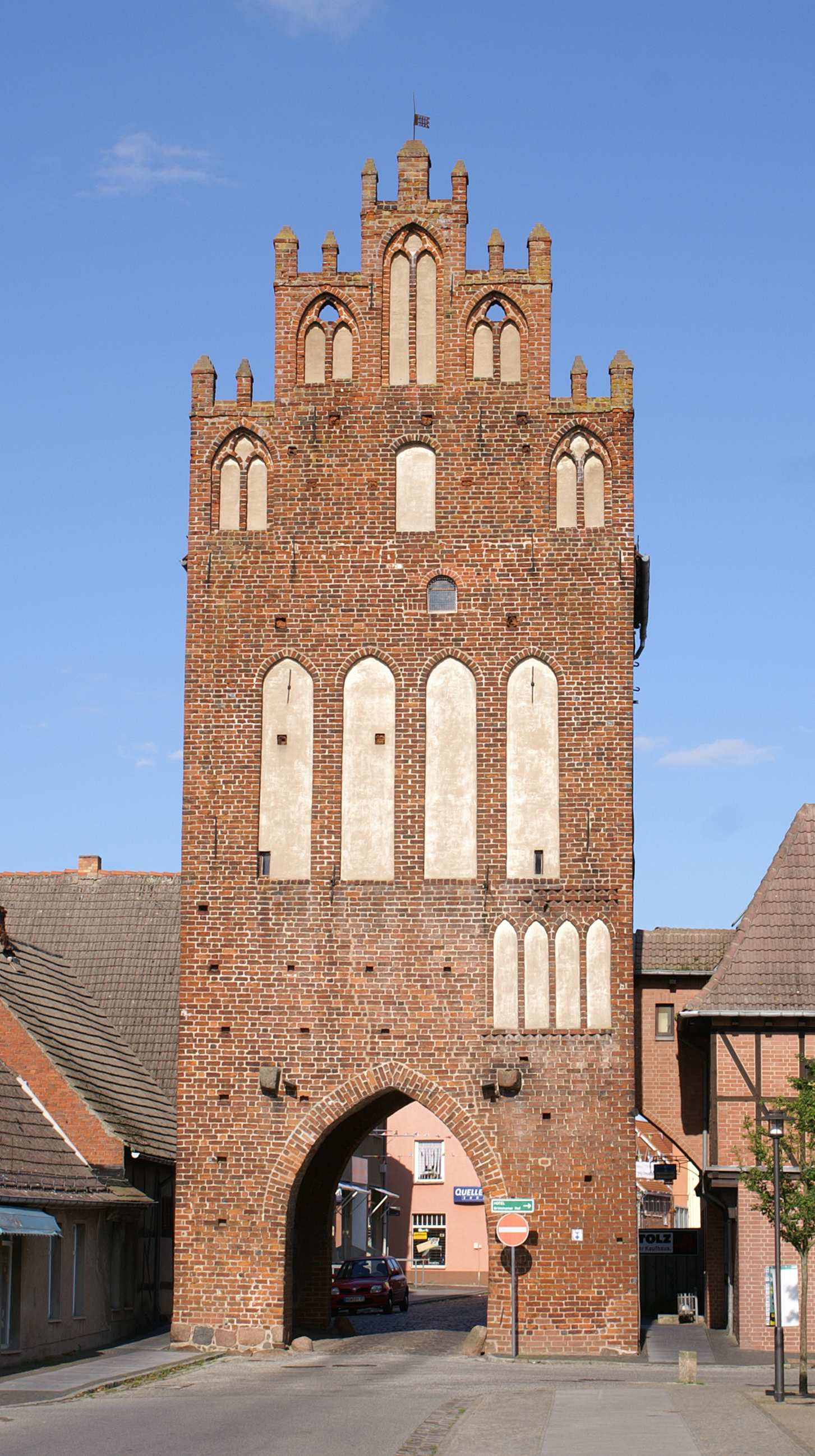
Mühlentor
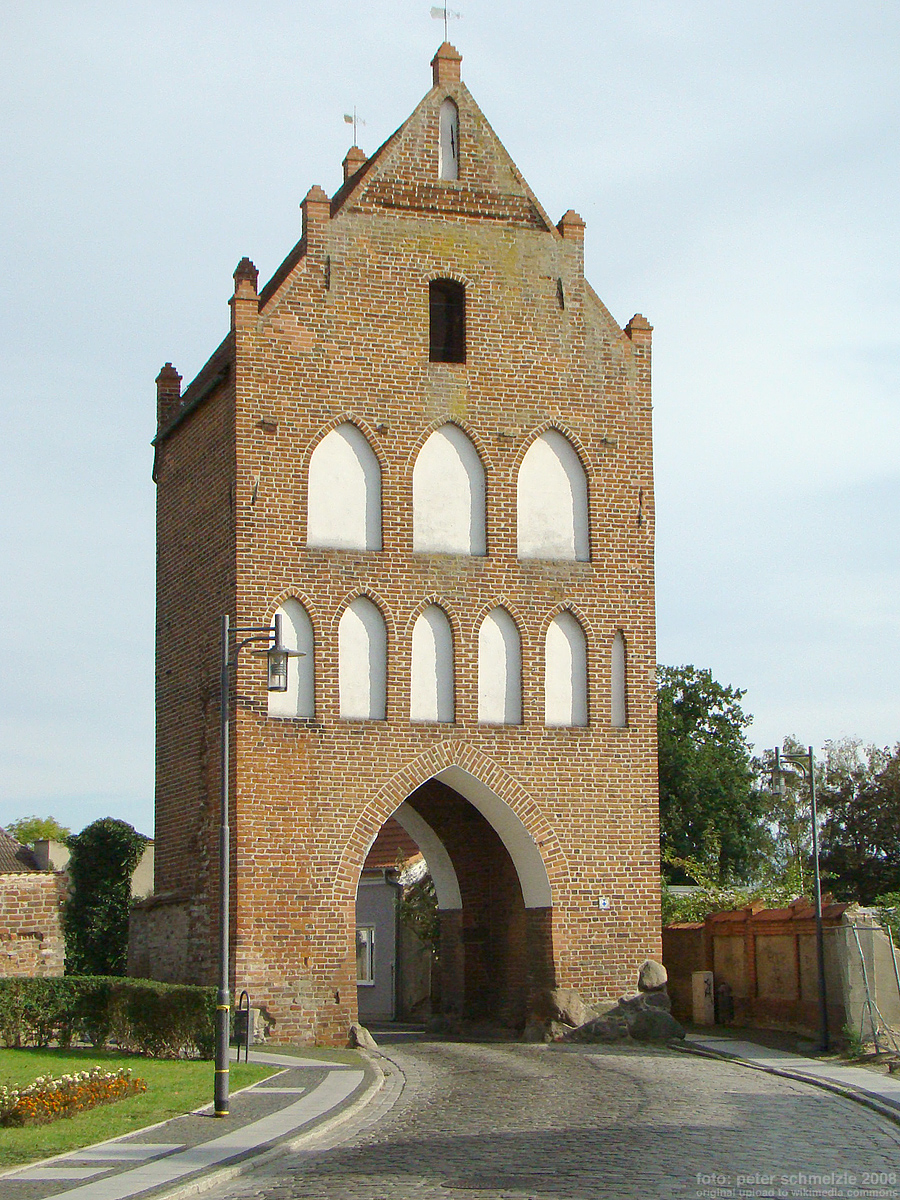
Greifswalder Tor

- Die drei quadratischen Stadttore:
  - Das Stralsunder Tor wurde vermutlich um 1320 errichtet und erhielt im 15. Jahrhundert einen zinnenbekrönten Staffelgiebel.
  - Das Mühlentor (auch Tribseeser Tor) trägt seinen Namen nach einer einstmals dort befindlichen Wassermühle. Es handelt sich um einen frühgotischen Backsteinbau mit einer Höhe von 24,8 Metern. Der Baubeginn wird um 1325 geschätzt, ein Umbau mit Blendgiebeln erfolgte gegen 1460. An den Torseiten ist noch heute der Ansatz der Stadtmauer zu erkennen. Von 1985 bis 1987 wurde das Tor restauriert. Seitdem befindet sich in dem Tor sowie in dem südlich angrenzenden Gebäude das Grimmener Heimatmuseum.
  - Das Greifswalder Tor (vermutlich um 1350 bis 1400), nach der Zerstörung um 1800 durch einen Blitzschlag unvollständig wieder aufgebaut. Das Tor trug zeitweilig auch den Namen „Loitzer Tor“, da es am mittelalterlichen Hanseweg von Loitz nach Stralsund lag. Dieser Hanseweg führte durch Grimmen zum Stralsunder Tor hinaus. Nördlich des Tores ist ein letztes freistehendes Stück der Stadtmauer zu sehen.

Grimmer Mühle

- Auf dem Schlossberg stand ein erstmals 1306 erwähntes Gebäude, welches als Residenz der Vögte und Amtleute des Landesfürsten diente. Bei Ausgrabungen wurden Fundamente eines größeren Gebäudes gefunden – vermutlich ein 1637 niedergebranntes Haupthaus. Unmittelbar am Wasserturm wurden weiterhin Reste eines gotischen Torbogens gefunden. Bislang ist nicht bekannt, ob es sich dabei um ein Teil des bis zum 18. Jahrhundert stehenden Schlossturms handelt.

#### 18. und 19. Jahrhundert
- „Neuberlin“, eine Altstadtstraße außerhalb der Stadtmauer zwischen dem Stralsunder Tor und dem Mühlentor.
- Die Kirchenbude ist ein denkmalgeschütztes Fachwerkhaus in der Schulstraße 6. Es entstand 1819 im Auftrag der Kirche, um preisgünstigen Wohnraum für bedürftige Einwohner bereitzustellen.
- Pfarrhaus von 1738 in der Domstraße 7
- Fachwerkhaus Norderhinterstraße 11
- Schule von 1848

#### 20. Jahrhundert

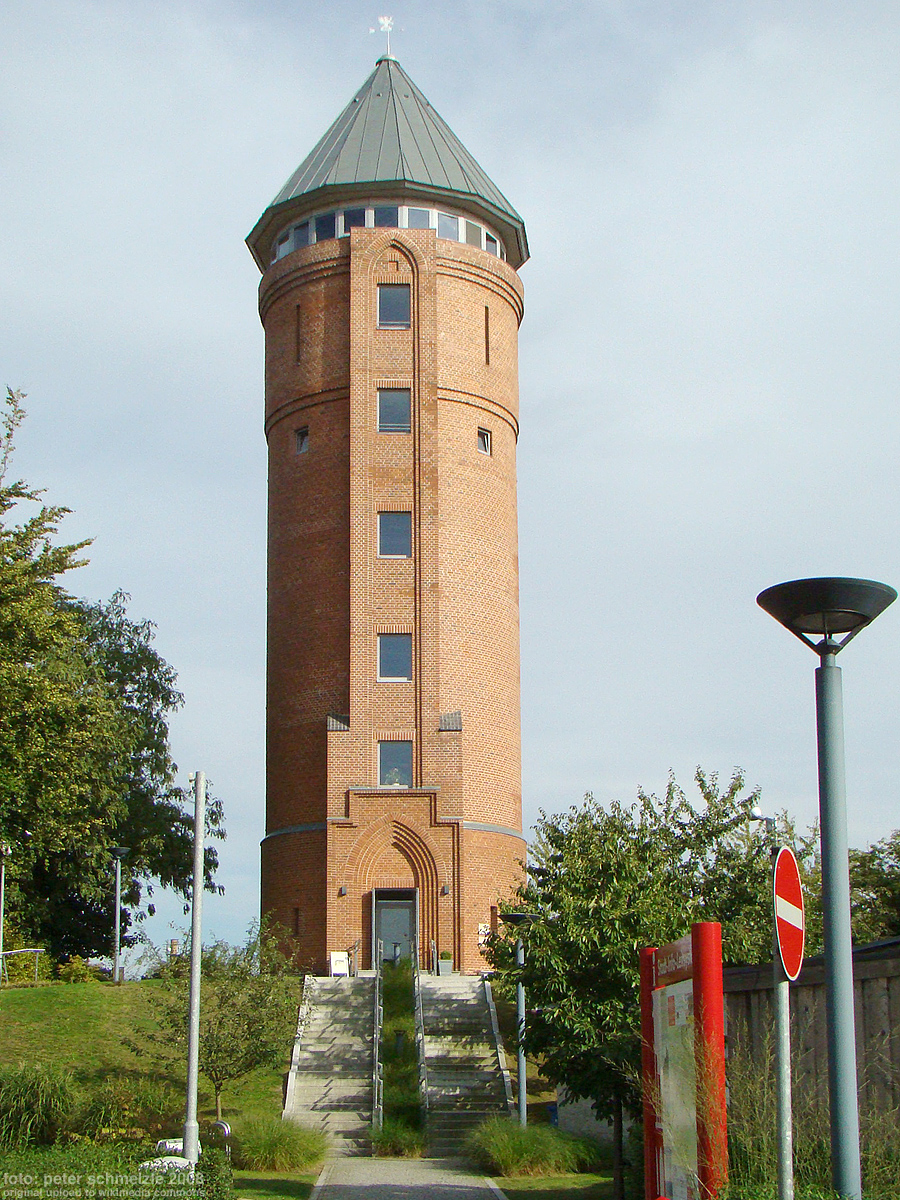
Wasserturm

- Das backsteinsichtige Haus 3 der Stadtverwaltung von 1909/1912 in der Buddeliner Straße neben dem Rathaus zeigt den typischen Stil der Jahrhundertwendebauten um 1900.
- Das Kaufhaus Mühlenstraße 8 von 1910.
- Einige verfallende Ziegeleigebäude stehen nördlich des Stadtzentrums.
- Der 1933 errichtete Wasserturm der Stadt steht nahe dem Greifswalder Tor auf dem so genannten Schlossberg.
- Erwähnenswert ist das Gymnasium Grimmen, das 1993 erbaut wurde.
- Gutshaus Hohenwarth von um 1910 mit Park.

### Parks
- Grimmen besitzt einen Tierpark, in dem über 250 Tiere aus 50 verschiedenen Arten besichtigt werden können. Der Park wurde 1957 eröffnet und ist durch eine große Vielfalt an Pflanzen und Grünflächen gekennzeichnet.
- Eine weitere städtische Grünanlage, der Volkspark, befindet sich in der Nähe des Bahnhofs.

### Denkmäler

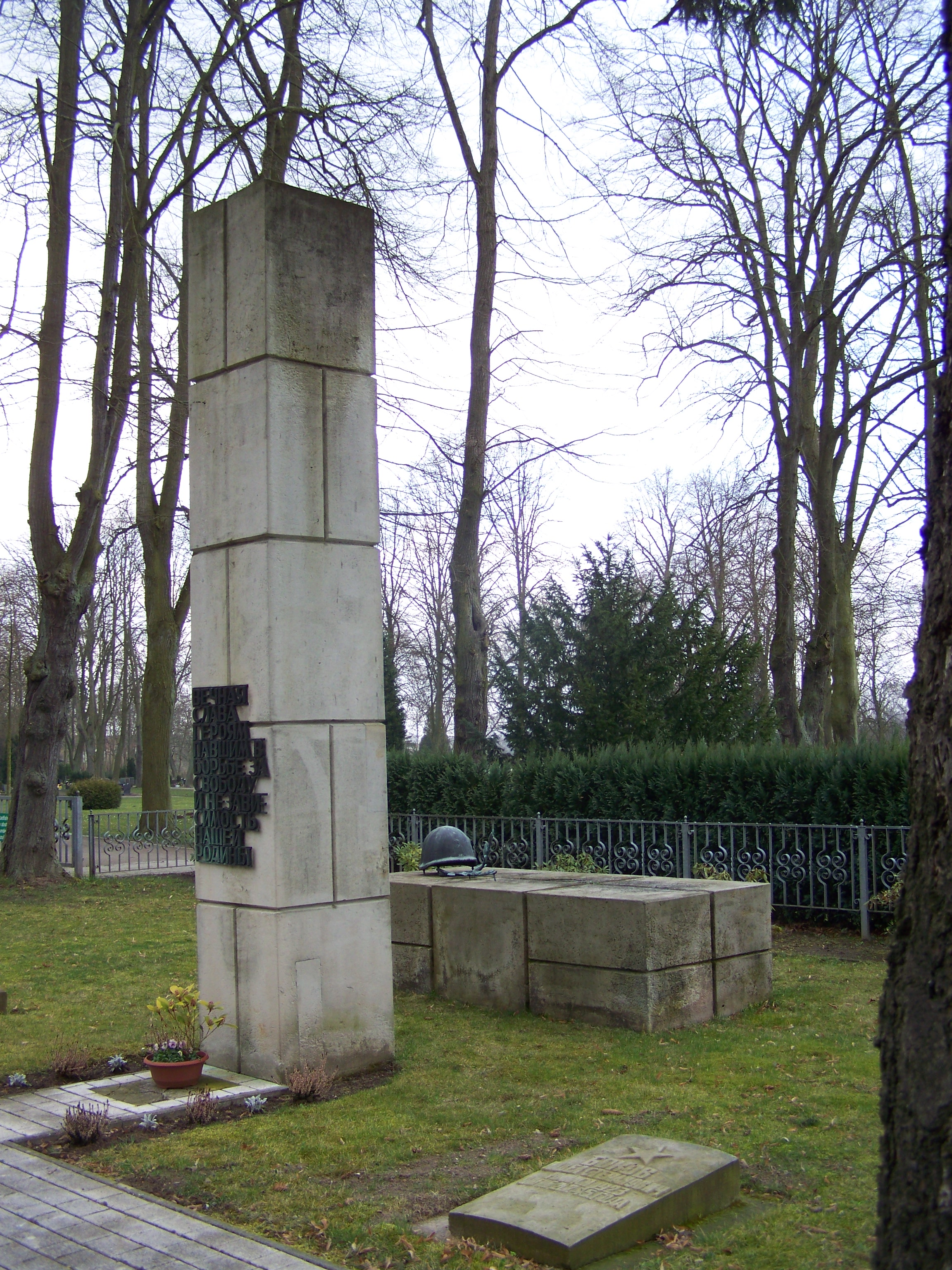
Gedenkstein für Sowjetsoldaten

- Denkmal zu Ehren der in den Einigungskriegen gefallenen preußischen Soldaten
- Das Denkmal für den Reichskanzler Fürst Otto von Bismarck stand in den Friedhofsanlagen. Das Standbild wurde nach einem Entwurf des Bildhauers Cuno von Uechtritz-Steinkirch in der Kunstgießerei der Lauchhammerwerke im Bronzegussverfahren hergestellt und am 6. November 1902 enthüllt. Im Zweiten Weltkrieg wurde das Standbild eingeschmolzen.
 Am Standort des Bismarck-Denkmals wurde am 5. Mai 1953 ein Denkmal für den Theoretiker und Journalisten Karl Marx errichtet. Als Gedenkstein dient hier ein Findling mit seinem Bildnis.
- Sowjetischer Ehrenfriedhof an der Bahnhofstraße für 16 sowjetische Soldaten
- Gedenktafel am Verwaltungsgebäude für die 1697 hingerichtete Anna Kröger. Sie war die letzte Frau, die in Grimmen als Hexe angeklagt und öffentlich verbrannt wurde.
- Ehrenmal von 1968 in der Bahnhofstraße für die Opfer des Faschismus
- Bronzeplastik Grimmener Strassenfeger von 2009
- Skulpturengruppe Baggus Speckin von 2001

### Museen
- Heimatmuseum Grimmen „Im Mühlentor“
- Archäologische Ausstellung im Wasserturm

### Archäologie
- In Klein Lehmhagen existiert eine international bedeutende Fundstelle unterjurassischer Wirbeltiere. Hier wurde mit Emausaurus der bislang einzige Dinosaurier Mecklenburg-Vorpommerns entdeckt. 2013 machten Studenten der Ernst-Moritz-Arndt-Universität Greifswald einen weiteren Saurierfund an gleicher Stelle.[20]
- Turmhügel Grellenberg
- Turmhügel Grimmen (unter Wasserturm)
- Turmhügel Groß Lehmhagen

## Wirtschaft und Infrastruktur

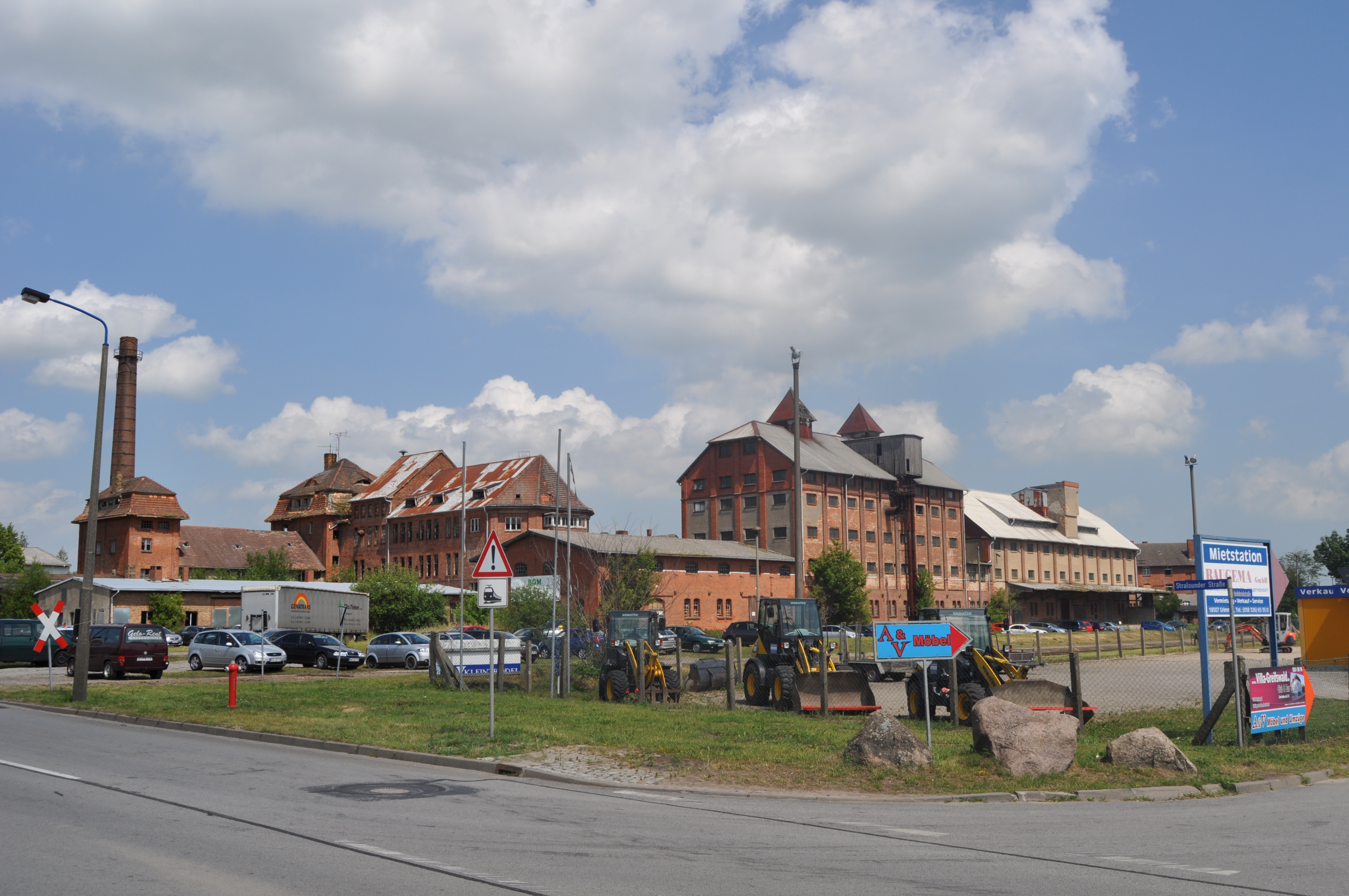
Alte Ziegeleien Grimmen

### Unternehmen
- Die BEKRU-Werke wurden 1991 als Hersteller von Fenster, Türen und Bauelementen gegründet.
- Die e.dis-Energie richtete 1996 ihr Regionalzentrum in Grimmen ein.
- Die IBC Solar betreibt seit 2010 ein großes Solarkraftwerk in Grimmen. Der dazugehörige 19 Hektar große Photovoltaik-Solarpark erstreckt sich über einen Teil der ehemaligen Tonhalde der Stadt und ist dafür ausgelegt, 2200 Haushalte mit erneuerbarer Energie zu versorgen.
- Die Conergy AG errichtet bis Ende 2011 einen zweiten Solarpark mit einer geplanten Leistung von 8,2 Megawatt, erneuerbarer Strom für rund 3000 Haushalte.
- Die ProLupin GmbH, die 2010 aus dem Fraunhofer Institut für Verfahrenstechnik und Verpackung ausgegründet wurde, hat ihren Produktionsstandort in Grimmen. Die Firma stellt vegane Lebensmittel her, bei denen vor allem Milch-, aber auch andere tierische Bestandteile durch das Eiweiß der heimischen Süßlupine ersetzt werden.

### Verkehr
Grimmen liegt an der Bundesstraße 194 zwischen Stralsund und Demmin sowie an den Landesstraßen L 19 nach Sanitz und L 30 nach Stahlbrode. Die nächstgelegenen Autobahnanschlussstellen sind Grimmen-West und Grimmen-Ost an der A 20 (Rostock–Neubrandenburg).
Der Bahnhof Grimmen liegt an der Bahnstrecke Berlin–Stralsund und wird von der Regional-Express-Linie RE 5 (Stralsund–Neustrelitz–Berlin-Südkreuz) bedient.

### Schulen
Die Stadt besitzt mit der Grundschule „Dr. Theodor Neubauer“ und der Grundschule „Friedrich Wilhelm Wander“ zwei Bildungseinrichtungen der Primarstufe sowie mit der Regionalen Schule „Robert Koch“ und dem Gymnasium Grimmen zwei weiterführende Einrichtungen mit teils großem Einzugsgebiet. Des Weiteren haben eine Allgemeine Förderschule für Schüler mit sonderpädagogischem Förderbedarf im Bereich des Lernens, eine Musikschule und eine Kreisvolkshochschule ihren Sitz in der Stadt.

### Sozialeinrichtungen
- SOS-Dorfgemeinschaft von 1999 im Ortsteil Hohenwieden mit mehreren betreuten Wohngemeinschaften und eine große Werkstatt für Menschen mit Lernbeeinträchtigungen.[21]

### Kirchen
In Grimmen gibt es vier christliche Gemeinden:
- Evangelische Gemeinde St. Marien mit der zentralen Marienkirche, die zum Pommerschen Evangelischen Kirchenkreis in Greifswald gehört.[22]
- Römisch-katholische St.-Jacobus-Kirche, die ab 2019 zur Pfarrei St. Bernhard Stralsund / Rügen / Demmin im Dekanat Vorpommern des Bistums Berlin gehört.
- Neuapostolische Kirche
- Evangelisch-Freikirchliche Gemeinde (Baptisten)

### Sport
Grimmen hat Sportvereine in den Bereichen Handball, Fußball, Volleyball, Leichtathletik, Kegeln und Judo.
- Der HSV Grimmen wurde 1992 als Handballverein gegründet. Sein größter Erfolg war 2007 der Aufstieg der ersten Männermannschaft in die Regionalliga Nordost. Die Saison 2010/11 beendete das Team als Vizemeister der Landesliga Mecklenburg-Vorpommern. Die männliche A-Jugend des HSV Grimmen ist mit sieben Titeln seit 1998 Rekord-Landesmeister des Verbandes Mecklenburg-Vorpommern.
- Der Grimmener SV wurde 1992 gegründet. Er entstand aus den Vereinen BSG Einheit Grimmen, VEB Bau Grimmen und BSG Erdöl Erdgas Grimmen. Stärkste Sektion ist die Abteilung Fußball. Deren erste Herrenmannschaft spielt seit der Saison 2010/11 in der Verbandsliga Mecklenburg-Vorpommern.
- Der 2004 gegründete Fußballverein SV Traktor Stoltenhagen trägt seine Punktspiele in der Kreisoberliga Nordvorpommern/Rügen aus.
- Der JSV Grimmen ist das Zuhause des organisierten Volleyballsports. Die Herrenmannschaft tritt in der Saison 2015/2016 in der Verbandsliga Mecklenburg-Vorpommern an. Das Damenteam spielt seit der Saison 2014/2015 in der Regionalliga Nord.
- Der KSV Grimmen und seine Sektion Judo haben seit der Vereinsgründung im Jahr 2005 durch zahlreiche Wettbewerbserfolge landesweite Bedeutung erlangt. Derzeit hat der Verein knapp 100 Mitglieder (Stand 2011).

### Medien
- Im Stadtgebiet erscheint eine Lokalausgabe der Ostsee-Zeitung.
- Seit 2012 sendet das Bürgerfernsehen Grimmen TV (ehemals TV Radio Grimmen) im Internet und im regionalen Kabelnetz ein regelmäßiges Programm mit nachrichtlichen und kulturellen Beiträgen.[23]

## Persönlichkeiten

### Söhne und Töchter der Stadt
- Karl Ludwig Droysen (1756–1831), Doktor der Theologie und Schriftsteller
- Ludwig Dietrich Karl von Schmalensee (1762–1826), preußischer Generalmajor
- Dietrich Karl Ludwig von Schmalensee (1768–1857), preußischer Generalleutnant
- Gottlieb Mohnike (1781–1841), Theologe, Philologe und Übersetzer skandinavischer Literatur
- Bernhard Hinrichs (1819–nach 1867), geboren in Jessin, war Gutsbesitzer und Mitglied des Konstituierenden Reichstags des Norddeutschen Bundes
- Hermann Kirchhoff (1825–1890), Architekt
- Felix von Behr-Bandelin (1834–1894), Rittergutsbesitzer, Hofbeamter und Kolonialpolitiker
- Gustav Röseler (1880–nach 1948), Ingenieur und Politiker (CDU)
- Oskar Munzel (1899–1992), General
- Kurt Wüstenberg (1906–1997), Jurist, Richter am Bundesgerichtshof
- Fred Willamowski (1935–2003), Motorradrennfahrer
- Wolfgang Müns (* 1945), Literaturwissenschaftler, Germanist und Historiker
- Helmuth Furch (* 1947), Lehrer, Kulturschaffender, Autor
- Ines Müller (* 1959), Leichtathletin (Kugelstoßen) und Olympiateilnehmerin
- Heike Götz (* 1964), Journalistin und Moderatorin beim NDR
- Haik Thomas Porada (* 1972), Historiker

### Persönlichkeiten, die in Grimmen lebten und wirkten
- Philipp Jakob von Balthasar (1726–1807), Theologe, Pastor und Kirchenhistoriker
- Johann Flittner (1618–1678), Pastor und Kirchenlieddichter
- Wilhelm Kirchhoff (1800–1861), Jurist, Dichter und langjähriger Bürgermeister der Stadt Grimmen
- Gustav von Hagenow (1813–1876), Jurist, Landrat des Landkreises Grimmen und Mitglied der Frankfurter Nationalversammlung
- Arthur Becker (1862–1933), Politiker (SPD), Gutsbesitzer und Landwirt
- Otto Waterstradt (1888–1972), Bürgermeister und Museumsgründer in Grimmen
- Walther Koß (1904–1945), Schriftleiter der Grimmener Kreiszeitung, ehrenamtlicher Archivpfleger und Heimatforscher
- Harry Glawe (* 1953), Politiker (CDU), Wirtschaftsminister von Mecklenburg-Vorpommern und Vorsitzender der CDU-Landtagsfraktion
- Ralf Drescher (* 1956), Politiker (CDU), Landrat des Landkreises Nordvorpommern
- Marcel Gerds (* 1983), Steuerberater und Chefredakteur, besuchte das Gymnasium in Grimmen bis zum Abitur